# Sabugal
Sabugal este un oraș în Districtul Guarda, Portugalia.